# Sybren Jan Postma
Charley (Sybren Jan) Postma (Oud-Vroenhoven, 27 oktober 1916 – Bergen aan Zee, 22 oktober 2013) was een Nederlands reserve-tweede luitenant vlieger van de Luchtvaartafdeling en oud-gezagvoerder van de KLM. Voor zijn bijzonder moedige en beleidvolle daden in mei 1940 werd hij in 1946 door Hare Majesteit  Koningin Wilhelmina bij Koninklijk Besluit onderscheiden met de Bronzen Leeuw.    
"Heeft zich door het bedrijven van bijzonder moedige en beleidvolle daden in den strijd tegenover den vijand onderscheiden door met een C-X vliegtuig van toenmaals reeds verouderd type deel te nemen aan de onbeschermde opdracht naar Waalhaven op 10 Mei 1940. Na het bombardement aangevallen door een jachtvliegtuig; onder vijandelijk vuur en onder moeilijke omstandigheden met succes een noodlanding verricht. Voor de vrijwillige opdracht naar RHENEN en WAGENINGEN daarenboven den voorrang gevraagd boven een gehuwden ranggenoot; als vlieger in het toestel van escadrille-commandant aan deze vlucht deelgenomen en haar tot een goed einde gebracht.”
Koninklijk Besluit No. 2, dd. 15 juni 1946.
Hij droeg ook het Oorlogsherinneringskruis met de gesp mei 1940.
Tijdens de Tweede Wereldoorlog voerde Postma samen met een andere oud-gezagvoerder van de KLM, A. van Ulsen, het commando van de Binnenlandse Strijdkrachten groep Bergen-Schoorl.